# Веб
Светска мрежа (енгл. World Wide Web; WWW), познатија као веб (енгл. the Web), систем је међусобно повезаних, хипертекстуалних докумената који се налазе на интернету. Помоћу веб-прегледача, корисници могу гледати веб-странице, који обично садрже текст, слике, аудио и видео записе. Каткад се назива једноставно мрежа. Веб је имао средишњу улогу у развоју информацијског доба и примарни је алат који милијарде људи употребљава за интеракцију на интернету. Створили су га Енглез Тим Бернерс-Ли и Белгијанац Роберт Кајо, 1990. године, радећи у CERN-у у Женеви. Овај појам се често погрешно користи као синоним за интернет, а у ствари означава само једну од његових услуга.
Веб-странице су првенствено текстуелни документи форматирани и обележени језиком за означавање хипертекста (HTML). Осим форматираног текста, веб-странице могу да садрже сликовне, видео, аудио и софтверске компоненте које се приказују у корисничком веб-прегледачу као кохерентне странице мултимедијског садржаја.
Уграђени хиперлинкови омогућавају корисницима навигацију између веб-страница. Вишеструке веб-странице са заједничком темом, заједничким интернет доменом, или обоје, сачињавају веб-сајт. Садржај веб-сајта може у највећој мери пружити објављивач, или може бити формиран интерактивно при чему корисници донирају садржај, или садржај зависи од корисника и њихових радњи. Веб-сајтови могу да буду углавном информативни, првенствено намењени забави или да служе углавном за комерцијалне, владине или невладине организационе сврхе.
Саставни делови веба су: сервер, клијент, HTML, URL и HTTP.

## Основни подаци
Веб је међународна мрежа рачунарских база података које користе интернет и његов посебан систем за повезивање информација. Одмах по настајању, а данас више него тада, веб је био непрегледно море са информацијама које теку, које се мењају и по облику и по садржају. За свет медија, веб је био право откривење, нешто сасвим ново у рачунарском и медијском свету.
Термин WWW потиче од енглеске речи World Wide Web што у преводу на српски језик значи „светска мрежа”. WWW је огромна мрежа линкова, текстуалног садржаја и мултимедије која представља садржај веб сајтова повезаних на интернет. WWW странице су у ствари URL адресе помоћу којих може на мрежи да се пронађе жељени скуп информација презентован у аудиовизуелним форматима.
Веб се састоји од три формата: URL (Uniform Resource Locator) — путем којег се одређује свакој страници адреса на којој се налази, HTTP (Hypertext Transfer Protocol) — којим се одређују начини на које сервер и браузер међусобно комуницирају, HTML (Hypertext Markup Language) — помоћу којег се шифрира порука тако да може да се прикаже на различитим медијима.

## Настанак
Почетком 1988. године је Тим Бернерс-Ли одлучио на темељу развоја програма ENQUIRE израдити новији рачунарски систем с далеко већим могућностима преноса података преко 'мреже'. Идеја за WWW настала је 1989. године у женевском ЦЕРН-у, Центру за атомска истраживања. ЦЕРН је 1991. године први пут употребио софтвер уз помоћ којег су се могле добити информације меморисане на различитим местима. WWW је била апликација која је интернету помогла да доживи експанзију и изван науке.
Веб је званично представљена 6. августа 1991. године од стране њеног изумитеља, Тим Бернерс-Лија. Направљена је да буде библиотека људског знања, људске културе, која дозвољава креирање индивидуалних сопствених веб-сајтова преко којих људи могу размењивати идеје и све остало путем овог канала.

## Функција
Термини интернет и WWW се данас свакодневно користе у комуникацији између људи. Међутим, иако их многи поистовећују, интернет и WWW нису исто. Интернет је глобални систем повезаних рачунарских мрежа. WWW је само један од сервиса које интернет пружа. Он је скуп текстуалних докумената и осталих садржаја до којих се долази преко линкова и имена веб-сајтова у чему вам помажу браузери и сервери.
Многа имена сајтова почињу са WWW због дугогодишњег коришћења од када је WWW измишљен. Међутим то већ одавно није потребно па данас све више сајтова одлучује да своје име представи без префикса WWW. Због тога би сваки сајт требало да има редирекцију, преусмеравање, да би и они који име сајта куцају са WWW дошли на исти сајт као и они што куцају име сајта без WWW.

## Безбедност
Веб је убрзо после свог настанка постао занимљива мета сајбер криминалцима. Под сајбер криминал спада крађа идентитета, преваре, шпијунирање као и крађа новца са банковних рачуна и разних других поверљивих ствари. Борба против сајбер криминала се води у читавом свету а цена те борбе се мери милијардама долара.
Ниједан сервис интернета није успео да преузме и у потпуности одреди нови медиј као што је то успело мрежном сервису интернета. Слободна размена идеја и информација била је основни постулат ширења мреже, али и његова подстицајна формула развоја. Ова глобална мрежа услов је и оквир, али и покретач постојања електронских, мрежних публикација.

## Стандарди
Многи формални стандарди и друге техничке спецификације и софтвер дефинишу операцију различитих аспеката веба, Интернета, и рачунарске информационе размене. Многи документи су рад  конзорцијума, који предводи Бернерс-Ли, а део стандарда је произвела и Интернетска инжењерска оперативна група (IETF) и друге организације.
Обично, кад се веб стандарди разматрају, следеће публикације се сматрају оснивачким:
- Препоруке за језике за обележавање, посебно HTML и XHTML, од W3C. Ти документи дефинишу структуру и интерпретацију хипертекстних докумената.
- Препоруке за стилске таблице, посебно , од W3C.
- Стандарди за ECMAScript (обично у JavaScript облику), од Ecma International.[22]
- Препоруке за објектни модел документа,[23] од .

Додатне публикације пружају дефиниције других есенцијалних технологија за WWW, укључујући, мада не ограничено на следеће:
- Униформни идентификатор ресурса (енгл. Uniform Resource Identifier - URI) је универзални систем за референцирање ресурса на Интернету, као што су хипертекстни документи и слике. URI адресе, које се обично називају URL, дефинисане су стандардом  3986 / STD 66: Униформни идентификатор ресурса (URI): Генеричка синтакса, као и његовим претходницима и бројним URI схемама које дефинишу разне  захтеве;
- Протокол преноса хипертекста енгл. HyperText Transfer Protocol (HTTP) је дефинисан са  2616: HTTP/1.1 и RFC 2617: HTTP аутентикација, којима се специфицира како се врши аутентикација између прегледача и сервера.

## Доступност
Постоје методи за приступање вебу у алтернативним медијумима и форматима да би се омогућила употреба особама са инвалидностима, које могу да буду визуелне, слушне, физичке, везане за говор, когнитивне, неуролошке, или нека комбинација. Својства приступачности такође помажу особама са привременим инвалидитетом, као што је поломљена рука, или остарелим корисницима како се њихове способности мењају. Веб прима информације, и пружа информације и интеракције са друштвом. World Wide Web конзорцијум наводи да је есенцијално да веб буде приступачан, тако да се може пружити једнак приступ и једнаке могућности људима са инвалидитетом. Тим Бернерс-Ли је једном напоменуо, „Снага веба је у универзалности. Приступ свима без обзира на инвалидитет је суштински аспект.” Многе земље регулишу приступачност вебу као захтев за веб-сајтове. Интернационална кооперација у W3C иницијативи за приступачност вебу је довела до једноставних смерница које аутори веб-садржаја, као и програмери софтвера могу да користе како би учинили веб доступним за особе којима је неопходне помоћне технологије.

## Интернационализација
Активности W3C интернационализације осигуравају да се веб-технологија може користити у свим језицима, писмима, и културама. Почевши од 2004 или 2005, уникод се усталио и коначно је у децембру 2007. престигао ASCII и Западно европски као словни сет који је најшире кориштен на вебу. Оригинално је RFC 3986 дозвољавао ресурсима да буду идентификовани помоћу URI са подскупом US-ASCII. RFC 3987 дозвољава употребу већег броја знакова — свих знаковима у универзалном скупу знакова — и стога сад ресурси могу да буду идентификовани помоћу IRI у свим језицима.

## Статистике
Између 2005. и 2010, број корисника веба се удвостручио, и очекивало се да ће превазићи милијарду 2010. Ране студије спроведене 1998. и 1999. које су процењивале величину веба користећи методе хватања/повраћаја показале су да знатан део веба није био индексиран за претраживачке машине, и да је веб знатно већи него што се очекивало. Према једној студији из 2001, постојао је огроман број од преко 550 милијарди докумената на вебу, углавном на невидљивом вебу, или дубокој мрежи. Један преглед сета од 2,024 милиона веб-страница из 2002. године утврдио је да је далеко највећи део садржаја био на енглеском језику: 56,4%; томе су следили немачки (7,7%), француски (5,6%), и јапански (4,9%). Новија студија, која је користила веб-претраживања на 75 различитих језика за узимање узорка Интернета, утврдила је да је постојало преко 11,5 милијарди веб-страница на јавно индексибилном вебу на крају јануара 2005. Према подацима из марта 2009, индексибилни веб је садржао бар 25,21 милијарди страница. Дана 25. јула 2008, гуглови софтверски инжењери Џеси Алперт и Нисан Хајај су објавили да је Гугл претраживач открио један билион јединствених URL локација. Према подацима из маја 2009, преко 109,5 милиона домена је било оперативно. Међу њима, 74% су били комерцијални и други домени који су постојали у највишем интернетском домену com. Статистике мерења популарности веб-сајтова, као што је Alexa Internet рангирање, су обично базирани на било броју приступа страницама или на асоцираним серверским „приступима” (захтевима за фајлове) који су примљени.

## Веб-кеширање
Веб-кеш је серверски рачунар лоциран било на јавном Интернету, или унутар предузећа, који чува веб-странице којима је недавно приступљено како би се побољшало време одговора за корисничке захтеве када се исти садржај тражи у одређеном временском интервалу након првобитног захтева. Већина веб-претраживача исто тако имплементира претраживачев кеш за податке којима је недавно приступљено, обично на локалном диску. HTTP захтеви са претраживача могу да траже само податке који су се променили од времена задњег приступа. Веб-странице и ресурси могу да садрже информације о времену истека трајања да би се контролисало кеширање у смислу безбедности сензитивних података, као што је случај са онлајн банкарством, или да би се омогућио несметан приступ сајтовима који се често ажурирају, као што су новинарски медији. Чак и сајтови са веома динамичким садржајем могу да дозволе да се основни ресурси освежавају само повремено. Дизајнери веб-сајтова сматрају да је вредно груписати ресурсе као што су CSS подаци и JavaScript у неколико фајлова које користи целокупан сајт, тако да се они могу ефикасно кеширати. Комерцијални заштитни зидови често кеширају веб-ресурсе које је затражио један корисник у корист многих корисника. Неки претраживачи веба складиштите кеширани садржај често приступаних веб-локација.